# Musculus psoas major
Der Musculus psoas major (von lateinisch psoas ‚Lende‘, „großer Lendenmuskel“) ist ein Skelettmuskel der unteren Extremität, genauer der vorderen (ventralen) Schicht der hinteren (dorsalen) Hüftmuskulatur. Er wird funktionell mit dem Darmbeinmuskel (Musculus iliacus) zum Lenden-Darmbeinmuskel (Musculus iliopsoas) zusammengefasst.
Auf dem großen Lendenmuskel kann bei weniger als der Hälfte aller Menschen noch ein kleiner Lendenmuskel (Musculus psoas minor) liegen (inkonstanter Muskel); dieser Muskel ist aber nicht bei allen Säugetieren ausgebildet.

## Deskriptive Anatomie
Der oberflächliche Anteil des großen Lendenmuskels entspringt an den Seitenflächen des zwölften Brustwirbelkörpers, den ersten vier Lendenwirbelkörpern und den dazugehörigen Bandscheiben (Disci intervertebrales). Der tiefe Anteil entspringt an den Rippenfortsätzen (Processus costales) des ersten bis fünften Lendenwirbelkörpers.
Beide Anteile vereinigen sich mit dem Darmbeinmuskel und gelangen, umhüllt von ihrer Muskelbinde (Fascia iliaca) als Lenden-Darmbeinmuskel (M. iliopsoas) unterhalb des Ligamentum inguinale durch die Muskelpforte (Lacuna musculorum) zum kleinen Rollhügel (Trochanter minor) des Oberschenkelknochens, an dem er ansetzt.
An der Vorderfläche des Femurkopfes kann sich infolge des Iliopsoas-Druckes eine Delle finden, die Impressio tendinis musculi iliopsoae.

## Topographische Anatomie
Der Iliopsoas wird von mehreren Nerven begleitet: Zwischen oberflächlichem und tiefem Teil des Psoas major verläuft der Plexus lumbalis, zwischen Psoas major und Iliacus der N. femoralis. Der N. cutaneus femoralis lateralis zieht am lateralen Rand, der N. genitofemoralis an der Vorderfläche und der N. obturatorius am medialen Rand des Muskels entlang.

## Funktionelle Anatomie
Der Psoas major ist der einzige Hüftmuskel, der seinen Ursprung an der Wirbelsäule hat. Auf diese bewirkt er bei einseitiger Anspannung eine Seitneigung (Lateralflexion) und bei beidseitiger Anspannung eine Beugung (Inklination) in der Wirbelsäule. Somit verstärkt er die Lendenlordose. Zudem kann er zu einer Rotation zur jeweiligen Gegenseite führen.
Im Hüftgelenk bewirkt der Muskel eine Beugung (Flexion); er ist der stärkste Hüftbeuger des Menschen: Beim Gehen und besonders beim Laufen schwingt er den Oberschenkel nach vorne und nach oben. Zudem hat er eine adduzierende Nebenwirkung. In Bezug auf die Rotation ändert sich seine Wirkung je nach Schenkelhalslänge und nach Antetorsionswinkel. Da die Rotationsachse des Hüftgelenks vom Caput femoris zum Talus verläuft, hat er eine überwiegend innenrotatorische Wirkung.
Ferner wirkt der Muskel stabilisierend auf das Iliosakralgelenk.
Neben dem Rectus femoris, dem Glutaeus minimus und dem Obturatorius externus gehört er zu den Kapselspannern des Hüftgelenks.
Die Eminentia iliopubica und auch der Hüftkopf stellen ein Hypomochlion für den Muskel dar.
Der Iliopsoas ermöglicht das Anheben des Rumpfes aus der Rückenlage heraus. Hierbei drückt der Glutaeus maximus synergistisch die Beine auf den Boden. Weitere typische Bewegungsmuster, wo der Iliopsoas besonders gefordert ist, stellen der Langsitz, das Übereinanderschlagen der Beine oder die Klappmesser-Haltung dar.
Gemeinsam mit den ischiokruralen Muskeln und den Dorsalextensoren des Hüftgelenks ist er ein wesentlicher Bestandteil der Spielbeinkette.

## Klinische Anatomie
Bei einer Parese des Nervus femoralis ist ein Ausschreiten nicht mehr möglich, es zeigt sich ein „hölzerner Gang“.
Leistenschmerzen können vom Iliopsoas ausgelöst werden, wenn er sich über einem gereizten oder gar entzündeten Schleimbeutel (Bursa iliopectinea) zusammenzieht. Meist ist dann auch die Extension im Hüftgelenk behindert.
Der Iliopsoas wird von einer derben Faszie (Fascia iliaca) umgeben, die mit dem Leistenband verwachsen ist. Aus diesem Grund kann es bei starkem Zusammenziehen (Kontraktion) des Muskels, z. B. beim Beugen des rechten Oberschenkels, durch den verursachten Druck auf den Wurmfortsatz zu Schmerzen im rechten Unterbauch kommen. Dieses sog. Psoas-Zeichen bietet einen Hinweis auf eine vorliegende Entzündung (Appendizitis) des Wurmfortsatzes (Appendix vermiformis).

## Bilder

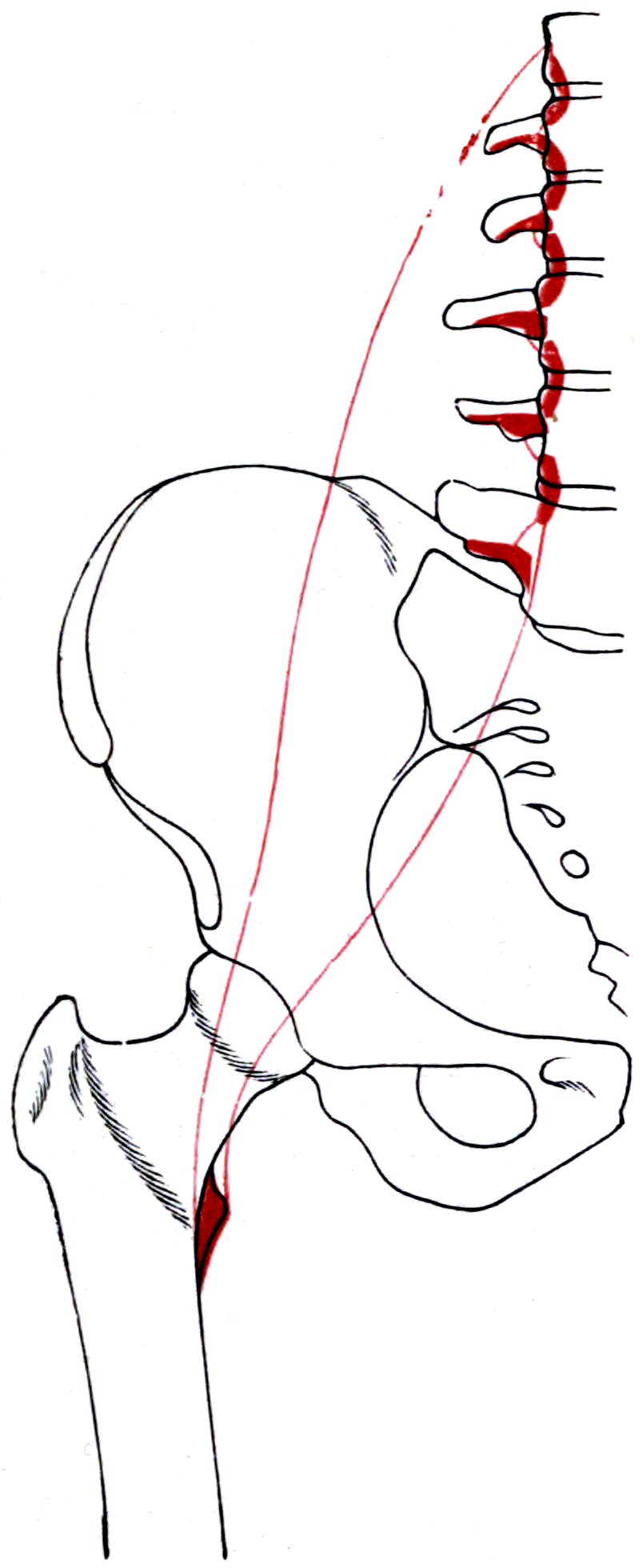
Ursprung und Ansatz.
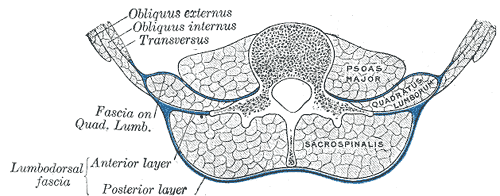
Querschnitt in Höhe der Lendenwirbelsäule.
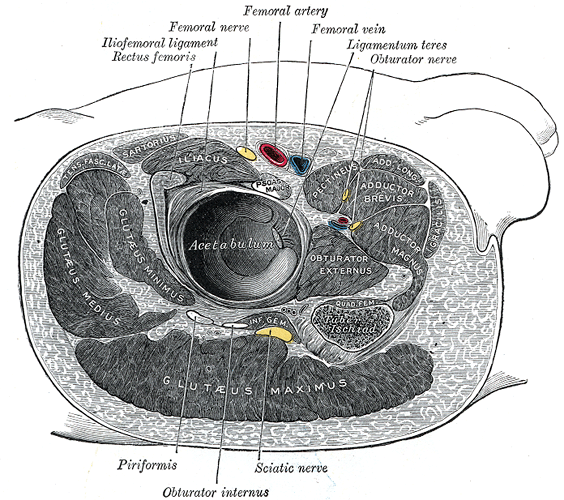
Querschnitt in Höhe des Hüftgelenks.
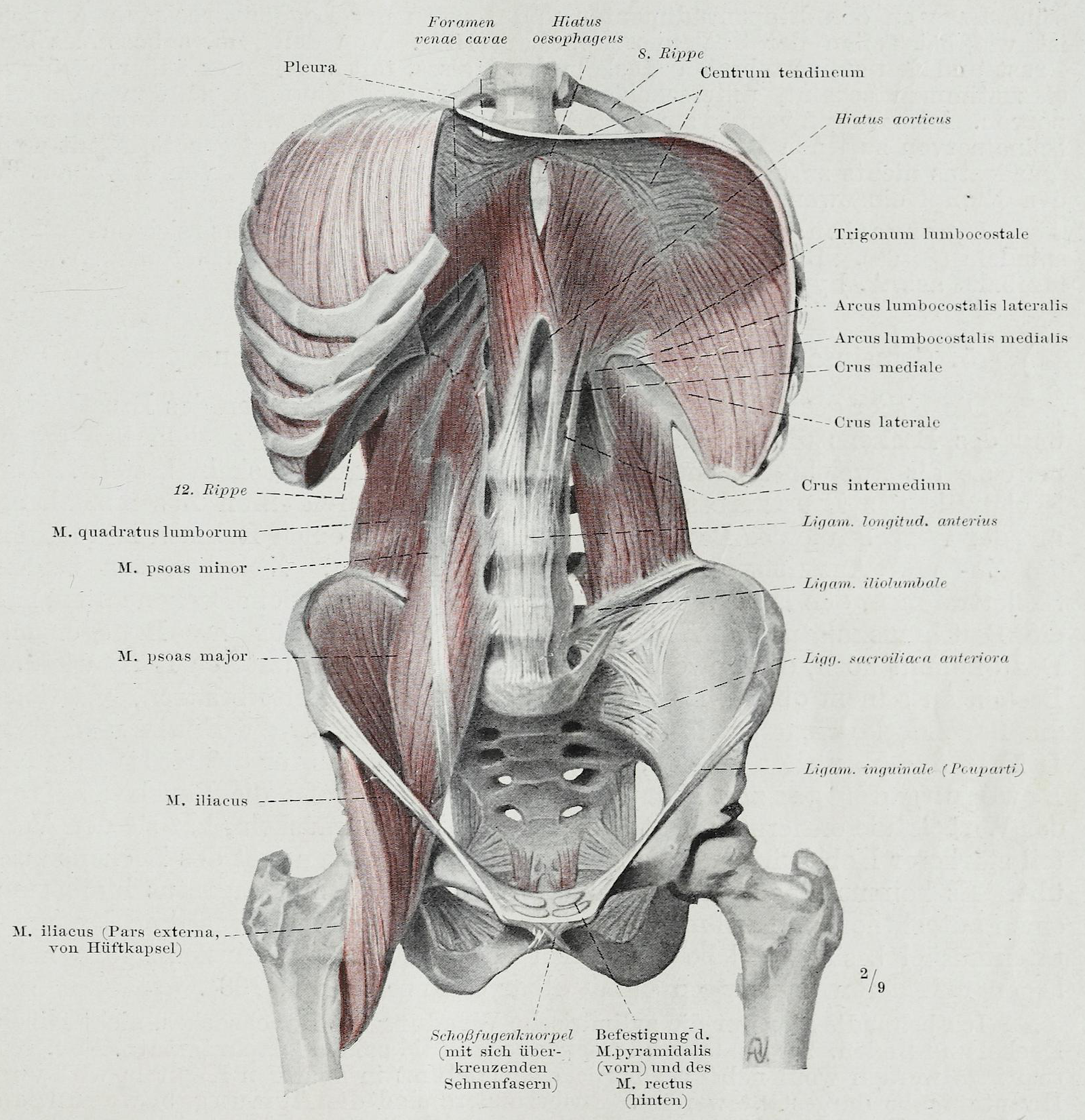
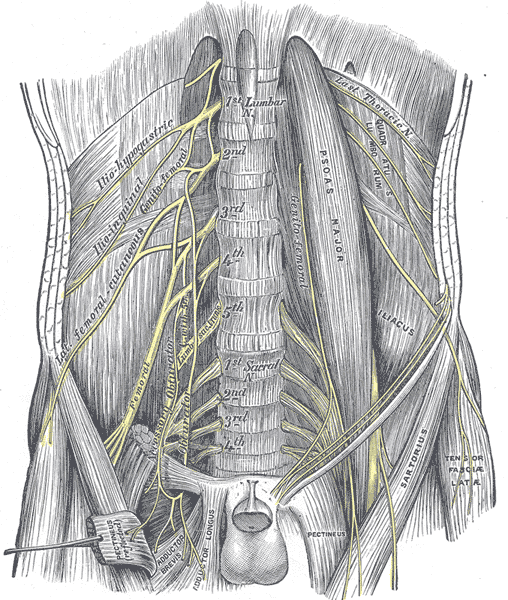
Links wurde der Psoas major reseziert und die darunterliegenden Nerven des Plexus lumbalis dargestellt. Rechts ist der auf dem Psoas major liegende N. genitofemoralis eingezeichnet.
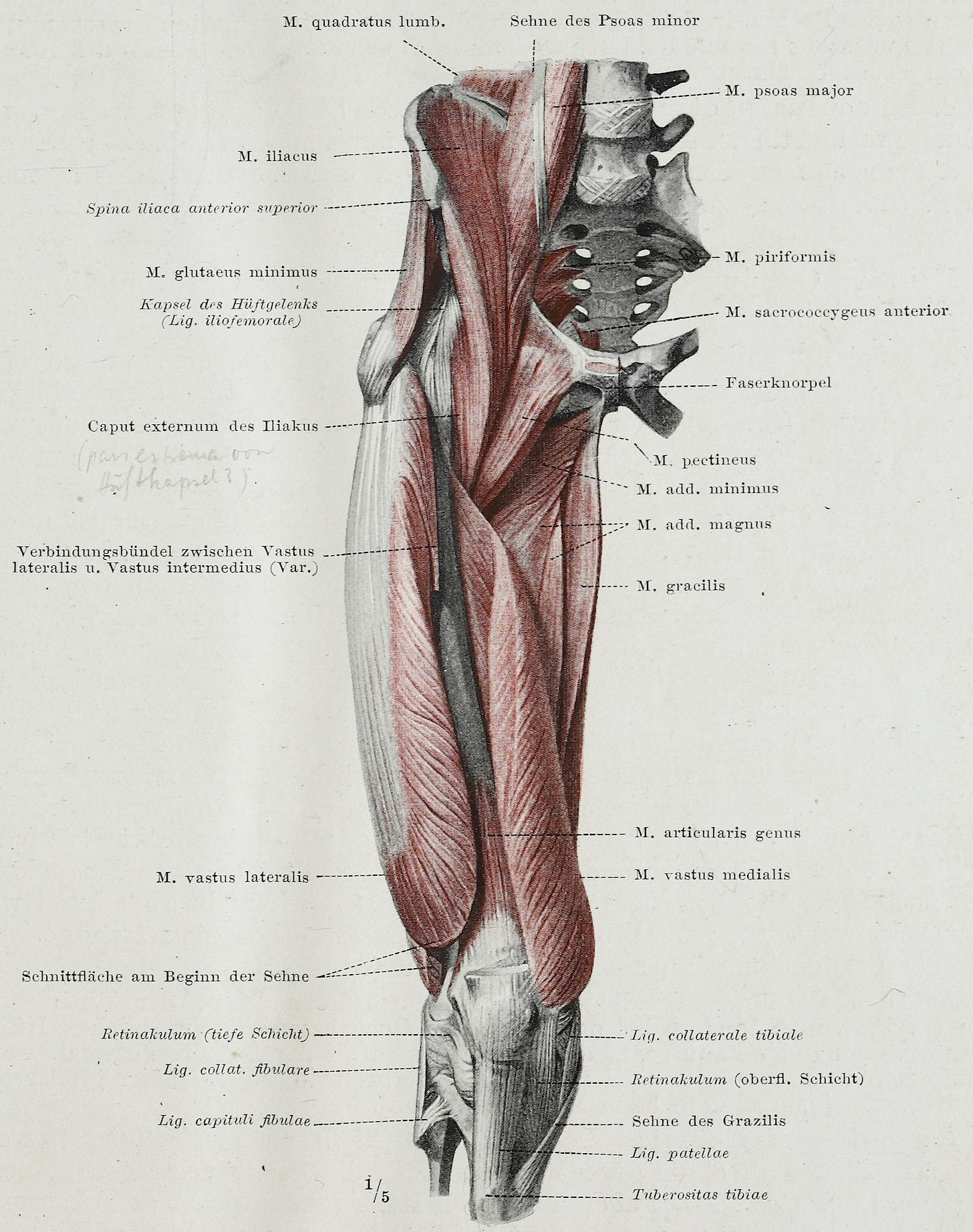